# ناديجدا أوليزارينكو
ناديجدا فيودوروفنا أوليزارينكو (الروسية: Надежда Фёдоровна Олизаренко) هي عداءة مسافات متوسطة سوفيتية، ولدت في يوم 28 نوفمبر 1953 في بريانسك في روسيا. أبرز انجازاتها هو فوزها بالميدالية الذهبية في دورة الألعاب الأولمبية الصيفية 1980 في موسكو في سباق 800 متر، وفازت بالميدالية البرونزية في سباق 1500 متر في نفس الدورة. اشتهرت أيضاً بتحطيمها للرقم القياسي العالمي في سنة 1980 بزمن 1:53.43 دقيقة، والذي تحطم بعد ثلاثة سنوات من العداءة التشيكية يارميلا كراتوشفيلوفا. توفيت في يوم 18 فبراير 2017 جراء اصابتها بتصلب جانبي ضموري في أوديسا بأوكرانيا.